# Nagroda im. Zbyszka Cybulskiego

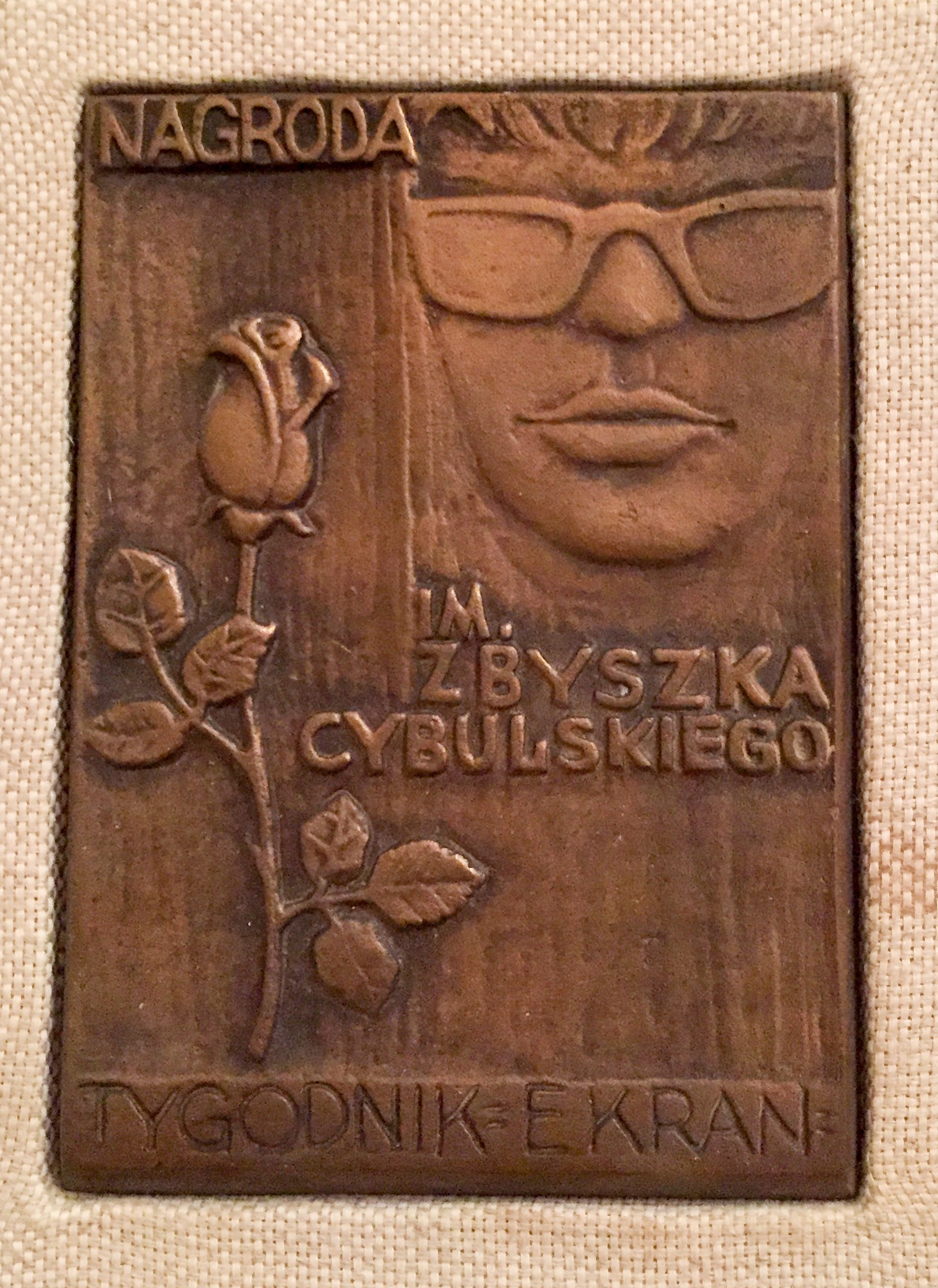
Nagroda im. Zbyszka Cybulskiego w latach 80.

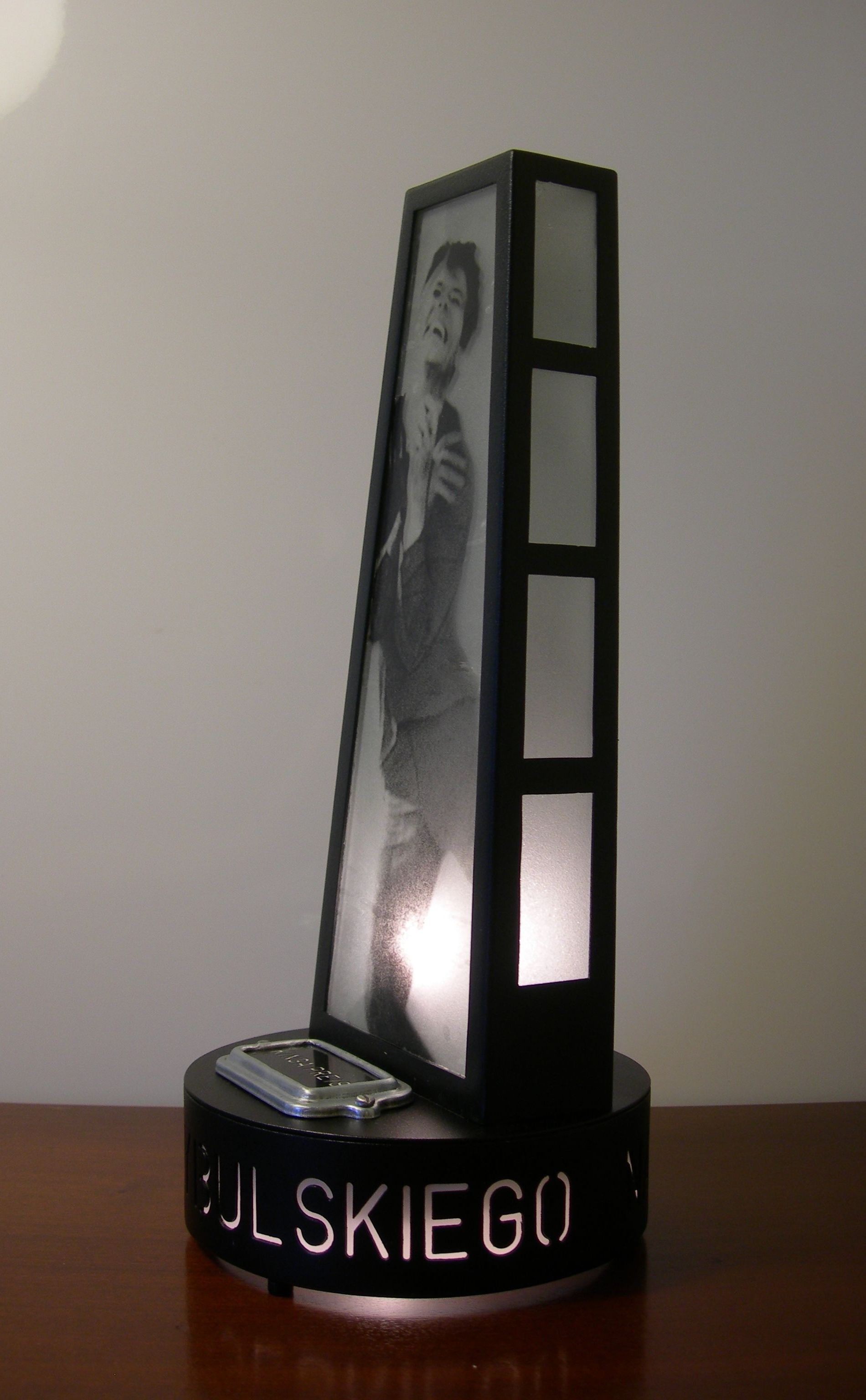
Statuetka nagrody od 2005

Nagroda im. Zbyszka Cybulskiego – polska nagroda filmowa dla młodych aktorów wyróżniających się wybitną indywidualnością, przyznawana od 1969. Patronem nagrody jest wybitny polski aktor Zbigniew Cybulski.
Inicjatorką Nagrody była Wiesława Czapińska, do 1995 nagrodę przyznawało czasopismo „Ekran”. W 2005 po 10-letniej przerwie została reaktywowana przez wydawcę miesięcznika „Kino” – Fundację Kino. W 2008 Fundacja Kino wydała książkę Być jak Cybulski? pod redakcją Iwony Cegiełkówny, poświęconą laureatom Nagrody.

## Laureaci
- 1969: Daniel Olbrychski
- 1970: Marian Opania (Skok, Sąsiedzi)
- 1971: Olgierd Łukaszewicz (Brzezina)
- 1972: Maja Komorowska
- 1973: Jadwiga Jankowska-Cieślak (Trzeba zabić tę miłość)
- 1974: Franciszek Trzeciak (Na wylot)
- 1975: Maciej Góraj (Ciemna rzeka)
- 1976: Małgorzata Potocka (Hubal, Jarosław Dąbrowski, Orzeł i reszka)
- 1977: Gabriela Kownacka (Trędowata, Teatry Telewizji)
- 1978: Krystyna Janda (Za błyskotliwy debiut w filmie fabularnym i Teatry Telewizji)
- 1979: Marek Kondrat (Zaklęte rewiry, Smuga cienia, Teatry Telewizji)
- 1980: Krzysztof Majchrzak (Aria dla atlety, Wolne chwile)
- 1981: Dorota Stalińska (Bez miłości)
- 1983: Laura Łącz (Krab i Joanna, Wierne blizny, Filip z konopi, Białe tango) oraz Piotr Bajor (Ryś, Limuzyna Daimler-Benz)
- 1984: Hanna Mikuć oraz Michał Juszczakiewicz
- 1985: Marek Wysocki
- 1986: Małgorzata Pieczyńska oraz Jan Jankowski
- 1987: Maria Pakulnis (Jezioro Bodeńskie, Weryfikacja, Zygfryd) oraz Edward Żentara (Karate po polsku, Siekierezada, Trzy młyny)
- 1988: Maria Gładkowska (Magnat) oraz Piotr Siwkiewicz (Yesterday, Pociąg do Hollywood)
- 1989: Adrianna Biedrzyńska (Schodami w górę, schodami w dół, Niezwykła podróż Baltazara Kobera, Borys Godunow, Komediantka i Teatry Telewizji)
- 1990: Zbigniew Zamachowski
- 1992: Anna Majcher oraz Artur Żmijewski
- 1993: Katarzyna Skrzynecka oraz Rafał Królikowski (Pierścionek z orłem w koronie)
- 1994: Maria Seweryn oraz Rafał Olbrychski
- 1995: Dorota Segda oraz Marek Bukowski

## Nagrody 2005

### Nominowani do nagrody głównej
- Kamilla Baar (Vinci)
- Agnieszka Grochowska (Pręgi)
- Maja Ostaszewska (Przemiany)
- Marcin Dorociński (PitBull)
- Rafał Maćkowiak (W dół kolorowym wzgórzem)
- Borys Szyc (Symetria)

### Laureaci
- Nagroda Jury – Marcin Dorociński
- Nagroda redakcji miesięcznika „Kino” dla najlepszej aktorki młodego pokolenia – Maja Ostaszewska
- Nagroda Publiczności – Borys Szyc

## Nagrody 2006

### Nominowani do nagrody głównej
- Karolina Gruszka (Kochankowie z Marony)
- Łukasz Simlat (Kochankowie z Marony)
- Kinga Preis (Komornik)
- Tomasz Kot (Skazany na bluesa)
- Agnieszka Warchulska (Teraz ja)
- Piotr Głowacki (Oda do radości)

### Laureaci
- Nagroda Jury – Kinga Preis
- Nagroda Publiczności – Tomasz Kot

## Nagrody 2007

### Nominowani do nagrody głównej
- Sonia Bohosiewicz (Rezerwat)
- Marcin Brzozowski (Chaos, Aleja gówniarzy)
- Jowita Budnik (Plac Zbawiciela)
- Agnieszka Grochowska (Południe-Północ)
- Antoni Pawlicki (Z odzysku, Jutro idziemy do kina)
- Maciej Stuhr (Testosteron)

### Laureaci
- Nagroda Jury – Sonia Bohosiewicz
- Nagroda Publiczności – Marcin Brzozowski

## Nagrody 2008

### Nominowani do nagrody głównej
- Małgorzata Buczkowska (0 1 0)
- Rafał Maćkowiak (Senność)
- Antoni Pawlicki (Drzazgi)
- Maciej Stuhr (33 sceny z życia)
- Lesław Żurek (Mała Moskwa)

### Laureat
- Nagroda Jury & Nagroda Publiczności – Maciej Stuhr.

## Nagrody 2009

### Nominowani do nagrody głównej
- Małgorzata Buczkowska (Jestem twój)
- Agata Buzek (Rewers)
- Magdalena Czerwińska (Pokój szybkich randek, Wojna polsko-ruska)
- Roma Gąsiorowska (Jestem twój, Wojna polsko-ruska)
- Eryk Lubos (Moja krew)

### Laureaci
- Nagroda Jury: Eryk Lubos
- Nagroda Publiczności: Agata Buzek
- Nagroda Specjalna: Bogusław Linda, Joanna Szczepkowska

## Nagrody 2010

### Nominowani do nagrody głównej
- Magdalena Boczarska (Różyczka)
- Urszula Grabowska (Joanna)
- Agnieszka Grochowska (Nie opuszczaj mnie, Trzy minuty. 21:37)
- Mateusz Kościukiewicz (Matka Teresa od kotów)
- Wojciech Zieliński (Chrzest, Huśtawka)

### Laureaci
- Nagroda Jury: Mateusz Kościukiewicz
- Nagroda Publiczności: Wojciech Zieliński

## Nagrody 2011

### Nominowani do nagrody głównej
- Magdalena Czerwińska (Kret)
- Roma Gąsiorowska (Ki)
- Jakub Gierszał (Sala samobójców)
- Magdalena Popławska (Prosta historia o miłości)
- Leszek Lichota (Lincz)

### Laureaci
- Nagroda Jury: Magdalena Popławska
- Nagroda Publiczności: Jakub Gierszał

## Nagrody 2012

### Nominowani do nagrody głównej
- Piotr Głowacki (80 milionów)
- Joanna Kulig (Sponsoring)
- Agnieszka Grochowska (Bez wstydu i W ciemności)
- Julia Kijowska (W ciemności)
- Marcin Kowalczyk (Jesteś Bogiem)

### Laureaci
- Nagroda Jury: Marcin Kowalczyk

## Nagrody 2013

### Nominowani do nagrody głównej
- Piotr Głowacki (Dziewczyna z szafy)
- Julia Kijowska (Miłość Sławomira Fabickiego)
- Marta Nieradkiewicz (Płynące wieżowce)
- Magdalena Berus (Bejbi blues)
- Dawid Ogrodnik (Chce się żyć)

### Laureaci
- Nagroda Jury: Piotr Głowacki
- Nagroda Kapituły: Agnieszka Grochowska

## Nagrody 2015 (za lata 2014/15)

### Nominowani do nagrody głównej
- Agnieszka Podsiadlik (Baby Bump)
- Anna Próchniak (Miasto 44)
- Tomasz Schuchardt (Mur)
- Justyna Wasilewska (Kebab i horoskop)
- Agnieszka Żulewska (Chemia)

### Laureaci
- Nagroda Jury: Agnieszka Żulewska

## Nagrody 2016

### Nominowani do nagrody głównej
- Julia Kijowska (Zjednoczone stany miłości)
- Marta Nieradkiewicz (Kamper, Zjednoczone stany miłości)
- Dawid Ogrodnik (Ostatnia rodzina)
- Filip Pławiak (Czerwony pająk)
- Piotr Żurawski (Kamper)

### Laureaci
- Nagroda Jury: Marta Nieradkiewicz[1]

## Nagrody 2017

### Nominowani do nagrody głównej
- Magdalena Berus (Szatan kazał tańczyć)
- Dawid Ogrodnik (Cicha noc)
- Julian Świeżewski (Zgoda)
- Justyna Wasilewska (Serce miłości)
- Zofia Wichłacz (Amok)[2]

### Laureaci
- Nagroda Jury: Dawid Ogrodnik[3]
- Nagroda Kapituły: Julia Kijowska

## Nagrody 2019

### Nominowani do nagrody głównej
- Bartosz Bielenia (Boże Ciało)
- Maria Dębska (Zabawa, zabawa)
- Sebastian Fabijański (Mowa ptaków)
- Eliza Rycembel (Nina)
- Piotr Żurawski (Interior)[4]

### Laureaci
- Nagroda Jury: Bartosz Bielenia[5]
- Specjalne Nagrody im. Zbyszka Cybulskiego za całokształt twórczości: Katarzyna Figura (za role w filmach Historie miłosne, Kiler, Słoneczny zegar) oraz Andrzej Chyra (Dług)

## Nagrody 2020/2021

### Nominowani do nagrody głównej
- Maria Dębska (Bo we mnie jest seks)
- Piotr Trojan (25 lat niewinności. Sprawa Tomka Komendy)
- Tomasz Włosok (Piosenki o miłości)
- Tomasz Ziętek (Hiacynt)

### Laureaci
- Nagroda Jury: Magdalena Koleśnik[6] (Sweat)

## Nagrody 2022

### Nominowani do nagrody głównej
- Jan Hrynkiewicz (Słoń)
- Mikołaj Kubacki (Apokawixa)
- Michalina Łabacz (Wesele)
- Magdalena Wieczorek (Zadra)

### Laureaci
- Nagroda Jury: Eryk Kulm jr. (Filip)

## Nagrody 2023

### Nominowani
- Lena Góra (Imago)
- Hubert Miłkowski (Braty)
- Maciej Musiałowski (Chrzciny)
- Mateusz Więcławek (Figurant)

### Laureat
- Nagroda Jury: Tomasz Włosok (Zielona granica)